# Tobrilus vistula
Tobrilus vistula is een rondwormensoort uit de familie van de Tobrilidae. De wetenschappelijke naam van de soort is voor het eerst geldig gepubliceerd in 1960 door Pieczynska.